# José Trinidad González Rodríguez
José Trinidad González Rodríguez (ur. 12 września 1943 w Jesús María, zm. 1 kwietnia 2024) – meksykański duchowny rzymskokatolicki, w latach 1997–2015 biskup pomocniczy Guadalajary.

## Życiorys
Święcenia kapłańskie przyjął 2 kwietnia 1972. 21 lutego 1997 został prekonizowany biskupem pomocniczym Guadalajary ze stolicą tytularną Menefessi. Sakrę biskupią otrzymał 19 marca 1997. 21 kwietnia 2015 zrezygnował z urzędu.